# Jan Puławski
Jan Puławski (ur. 20 sierpnia 1924 w Trembowli na Podolu, zm. 4 grudnia 2003) – generał brygady Wojska Polskiego, magister ekonomii.

## Życiorys
Syn Michała i Emilii ze Szpaczyńskich. Służbę wojskową rozpoczął 20 maja 1944 roku jako szeregowy w 1 Brygadzie Piechoty Zmotoryzowanej. Po ukończeniu Oficerskiej Szkoły Polityczno-Wychowawczej powrócił do brygady i pełnił w niej obowiązki zastępcy dowódcy kompanii ds. politycznych (1944-46). Uczestniczył m.in. w walkach nad Nysą, o Drezno i Mielnik.
W 1946 roku był słuchaczem Oficerskiej Szkoły Informacji. Następnie przez blisko 20 lat służył w Wojskach Ochrony Pogranicza, przechodząc kolejne szczeble w Informacji Wojskowej, która była wówczas odpowiedzialna za masowe represje wobec oficerów i żołnierzy, a następnie w tzw. aparacie politycznym. Początkowo (1946 – 1948) pełnił funkcję starszego oficera śledczego – zastępcy szefa Oddziału Informacji w 8 Oddziale WOP. Na kapitana awansowany w 1947 roku. W latach 1948–1950 był szefem Wydziału Informacji 15 Brygady Ochrony Pogranicza. Od 1950 kierownik sekcji w Zarządzie Informacji Korpusu Bezpieczeństwa Wewnętrznego i WOP. Awansowany na majora w 1953 roku, a na podpułkownika w 1955 roku. W latach 1953–1955 był szefem Wydziału Informacji WOP, 1955–1958 szefem Oddziału Propagandy i zastępcą szefa Zarządu Politycznego Dowództwa WOP. W 1959 roku ukończył kurs specjalistyczny w ZSRR. W latach 1959–1965 był szefem Zarządu Politycznego-zastępcą dowódcy WOP ds. politycznych. Tytuł magistra ekonomii uzyskał w Szkole Głównej Planowania i Statystyki. W okresie 1965–1969 był szefem Zarządu Politycznego Wojsk Wewnętrznych. 12 października 1968 został awansowany uchwałą Rady Państwa PRL do stopnia generała brygady. Nominację wręczył w Belwederze przewodniczący Rady Państwa PRL marszałek Polski Marian Spychalski. Od 1969 do 1972 roku piastował funkcję zastępcy komendanta Akademii Sztabu Generalnego WP ds. politycznych (komendantem akademii był wówczas gen. dyw. Adam Czaplewski), a następnie dyrektora Departamentu Wojskowego w Ministerstwie Rolnictwa (1972–1980). Ostatnio sprawował funkcję zastępcy szefa Departamentu Kadr MON i pełnomocnika ministra obrony narodowej ds. pracowników cywilnych wojska (1980–1989). 2 marca 1990 roku przeszedł w stan spoczynku. Służbę wojskową pełnił przez 46 lat, w tym 21 lat w stopniu generalskim (październik 1968 – marzec 1990).
Członek PPR, a od 1948 roku – PZPR. Wielokrotnie wybierany do władz partyjnych w jednostkach, sztabach i instytucjach centralnych MON. Delegat na IV (1964) i V (1968) Zjazd PZPR.
W 1970 r. pod jego redakcją ukazała się książka Lenin a problemy obronności: materiały z konferencji naukowej poświęconej setnej rocznicy urodzin W. I. Lenina, wydana przez Wydawnictwo MON.
Pochowany na cmentarzu Powązki Wojskowe w Warszawie (kwatera B22-2-20).

## Awanse
- chorąży – 1944
- podporucznik – 1945
- porucznik – 1946
- kapitan – 1947
- major – 1948
- podpułkownik – 1955
- pułkownik – 1960
- generał brygady – 1968

## Życie prywatne
Mieszkał w Warszawie. Od 1953 żonaty z Marią Genowefą z domu Rynk (1930-2020). Małżeństwo miało córkę i syna.

## Odznaczenia
- Krzyż Oficerski Orderu Odrodzenia Polski (1963)
- Krzyż Kawalerski Orderu Odrodzenia Polski (1959)
- Order Sztandaru Pracy II klasy (1977)
- Krzyż Walecznych (1945)
- Złoty Krzyż Zasługi (1954)
- Srebrny Krzyż Zasługi (1947)
- Medal „Za udział w walkach w obronie władzy ludowej”
- Medal 10-lecia Polski Ludowej
- Medal 30-lecia Polski Ludowej
- Medal 40-lecia Polski Ludowej
- Medal Zwycięstwa i Wolności 1945
- Złoty Medal „Siły Zbrojne w Służbie Ojczyzny”
- Srebrny Medal „Siły Zbrojne w Służbie Ojczyzny”
- Brązowy Medal „Siły Zbrojne w Służbie Ojczyzny”
- Medal „Za udział w walkach o Berlin”
- Złoty Medal „Za Zasługi dla Obronności Kraju”
- Srebrny Medal „Za Zasługi dla Obronności Kraju”
- Brązowy Medal „Za Zasługi dla Obronności Kraju”
- Odznaka „20 lat w Służbie Narodu”
- Złota odznaka „Za Zasługi w zwalczaniu powodzi”
- Odznaka „Zasłużony Pracownik Rolnictwa” (1976)[3]
- Srebrna odznaka honorowa „Za Zasługi dla Warszawy” (1967)[4]
- Order Wojny Ojczyźnianej I klasy (ZSRR)
- Order Czerwonej Gwiazdy (CSSR)
- Order Czerwonego Sztandaru (Czechosłowacja, 1970)[5]
- Krzyż Walecznych (CSRS)
- Medal „Za dzielność” (CSRS)
- Medal „30 lat Rewolucyjnych Sił Zbrojnych Kuby”